# Dorothea Charlotte de Brandenburg-Ansbach

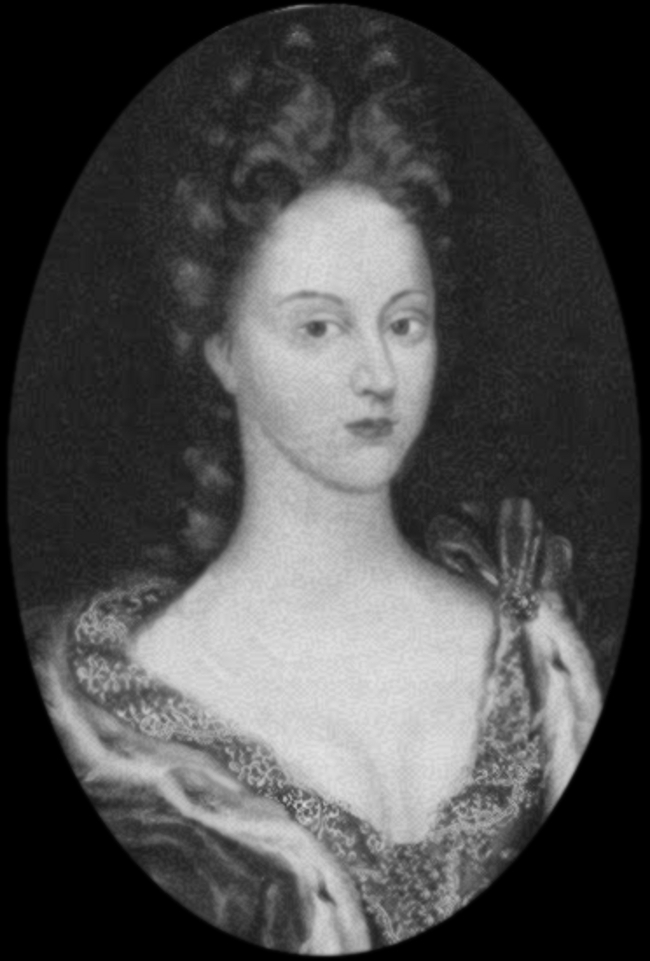
Dorothea Charlotte de Brandenburg-Ansbach

Dorothea Charlotte de Brandenburg-Ansbach (28 noiembrie 1661, Ansbach – 15 noiembrie 1705, Darmstadt) a fost nobilă germană. A fost soția lui Ernest Louis, Landgraf de Hesse-Darmstadt.  

## Biografie
Dorothea Charlotte a fost fiica lui Albert al II-lea, Margraf de Brandenburg-Ansbach (1620–1667), din a doua căsătorie cu Sophia Margaret de Oettingen-Oettingen (1634–1664), care era fiica lui Joachim Ernest de Oettingen-Oettingen.
Dorothea Charlotte a fost susținătoare a pietismului și în primii ani ai căsătoriei, a exercitat o oarecare influență în favoarea pietismului. În cooperare cu Philipp Jakob Spener, al cărei patron a devenit, ea a promovat pietismul la curte și în Universitatea locală. După decesul ei, Ernest Louis s-a întors împotriva pietismului.

### Căsătorie și copii
La 1 decembrie 1687, Dorothea Charlotte s-a căsătorit cu Ernest Louis (1667–1739), fiul cel mare al Landgrafului Ludovic al VI-lea de Hesse-Darmstadt. Dorothea Charlotte era cu șase ani mai mare decât soțul ei. Cuplul a avut următorii copii:
- Dorothea Sophie (1689–1723); s-a căsătorit în 1710 cu contele John Frederick de Hohenlohe-Öhringen (1683–1765)
- Ludovic al VIII-lea, Landgraf de Hesse-Darmstadt (1691–1768); s-a căsătorit în 1717 cu contesa Charlotte de Hanau-Lichtenberg (1700–1726)
- Karl Wilhelm (1693–1707)
- Francis Ernest (1695–1717)
- Friederike Charlotte (1698-1777); s-a căsătorit în 1720 cu landgraful Maximilian de Hesse-Kassel (1689–1753)

A murit în 1705 la 43 de ani și a fost înmormântată la Darmstadt. Soțul ei s-a recăsătorit în 1727 cu Luise Sophie von Spiegel (1690–1751), care a fost ridicată la rangul de contesă de Eppstein și cu care a avut două fiice.